# Springbrunnen Saathain
Der Saathainer Springbrunnen ist ein unter Denkmalschutz befindliches Baudenkmal im Ortsteil Saathain in der Gemeinde Röderland im südbrandenburgischen Landkreis Elbe-Elster. Er ist als ortsbildprägendes Baudenkmal im örtlichen Denkmalverzeichnis unter der Erfassungsnummer 09135490 verzeichnet.
Der Entwurf der Figur des im Jahre 1930 erschaffenen Springbrunnens wurde vom in Sondershausen geborenen Münchner Bildhauer Christoph Franz Peter (* 1860) erschaffen, welcher einst auch die männliche Bronzefigur „Schreck“ des im Jahre 1903 errichteten Herzog-Alfred-Brunnens im Coburger Hofgarten entworfen hatte. Der Standort des Brunnens befand sich ursprünglich vor dem Saathainer Schloss, das im April 1945 einem Brand zum Opfer gefallen war und von welchem in der Gegenwart nur noch die Grundmauern erhalten sind. 1953 erfolgte schließlich die Umsetzung auf seinen heutigen Standort auf den örtlichen Dorfplatz.